# Tiffany & Co.
Tiffany & Co. (tên gọi tắt là Tiffany hay Tiffany's) là thương hiệu trang sức cao cấp có trụ sở tại thành phố New York, Mỹ.
Tiffany kinh doanh trang sức, đồ bạc, đồ sứ, pha lê, nước hoa, đồng hồ, phụ kiện thời trang, đồ da. Sản phẩm tiêu biểu của công ty là các loại trang sức kim cương.

## Lịch sử

### Thành lập

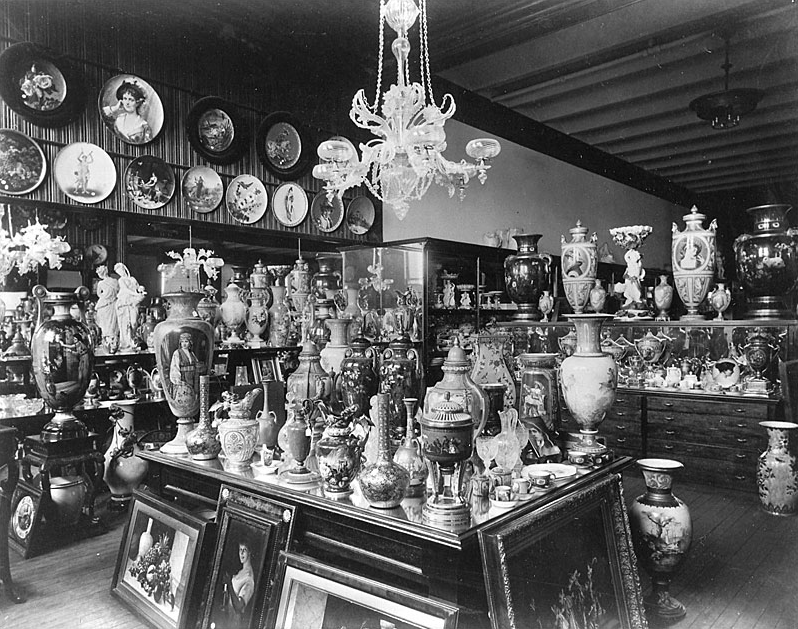
Tiffany & Company, Quảng trường Union, khu vực kho với gốm sứ, khoảng năm 1887

Được thành lập năm 1837 bởi Charles Lewis Tiffany và John B. Young ở Brooklyn, Connecticut, như một "cửa hàng văn phòng phẩm và hàng hóa ưa thích", ban đầu cửa hàng đã bán rất nhiều mặt hàng văn phòng phẩm và hoạt động với tên gọi "Tiffany, Young and Ellis" ở Lower Manhattan. Tên được rút ngắn thành Tiffany & Company vào năm 1853, khi Charles Tiffany nắm quyền kiểm soát và thiết lập sự nhấn mạnh của công ty vào đồ trang sức. Công ty đã mở các cửa hàng tại các thành phố lớn trên toàn thế giới. Không giống như các cửa hàng khác vào thời điểm những năm 1830, Tiffany rõ ràng đã đánh dấu giá trên hàng hóa của mình để kiểm tra bất kỳ giá cả nào. Ngoài ra, trái với chuẩn mực xã hội tại thời điểm đó, Tiffany chỉ chấp nhận thanh toán bằng tiền mặt và không cho phép mua hàng bằng tín dụng. Những thực hành như vậy (giá cố định cho tiền sẵn sàng) được giới thiệu lần đầu tiên vào năm 1750 bởi Palmer's of London Bridge, người sau đó đã thuê người trẻ Robert Owen, một nhà cải cách xã hội.

### "Cuốn sách xanh" và Nội chiến
Danh mục Tiffany đặt hàng qua thư đầu tiên, được gọi là "Sách xanh", được xuất bản năm 1845 tại Hoa Kỳ, và xuất bản các danh mục tiếp tục trong thế kỷ 21. Năm 1862, Tiffany cung cấp cho Quân đội Liên minh những thanh kiếm (Model 1840 Cavalry Saber), cờ và dụng cụ phẫu thuật. Năm 1867, Tiffany là công ty đầu tiên của Hoa Kỳ giành được giải thưởng xuất sắc về đồ bạc tại Exposition Universelle ở Paris. Năm 1868, Tiffany được hợp nhất.

## Hình ảnh

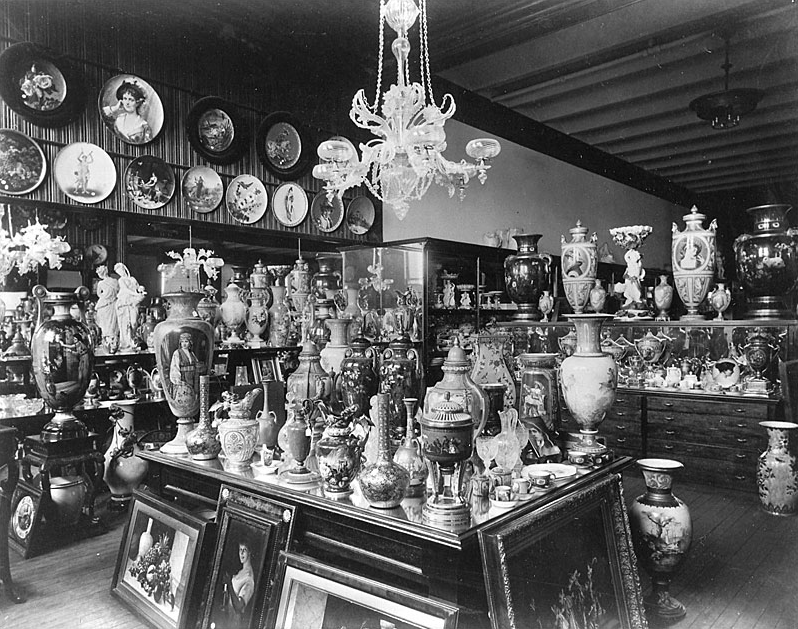
Gian hàng của Tiffany vào khoảng năm 1887
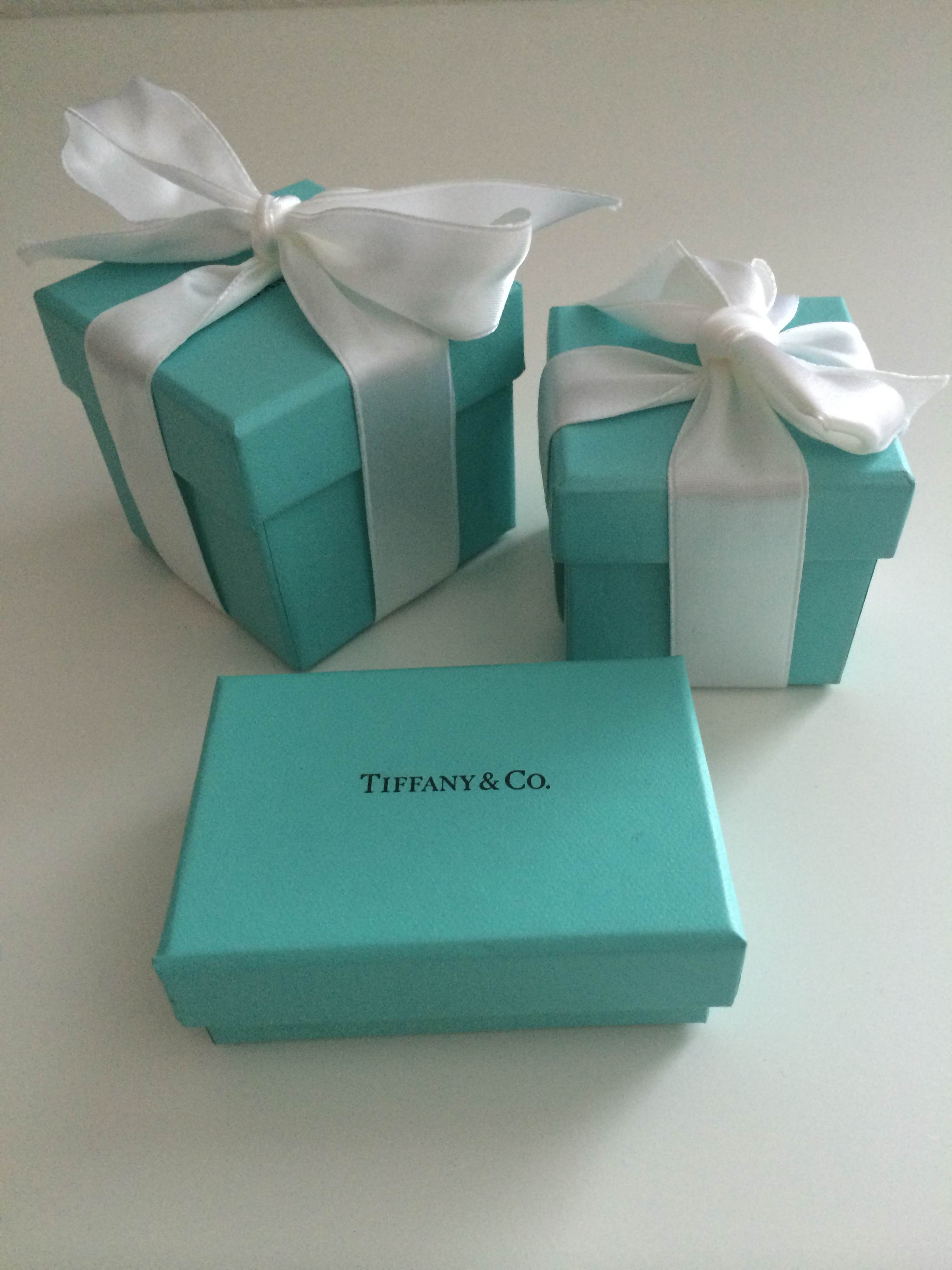
Hộp đựng của hãng
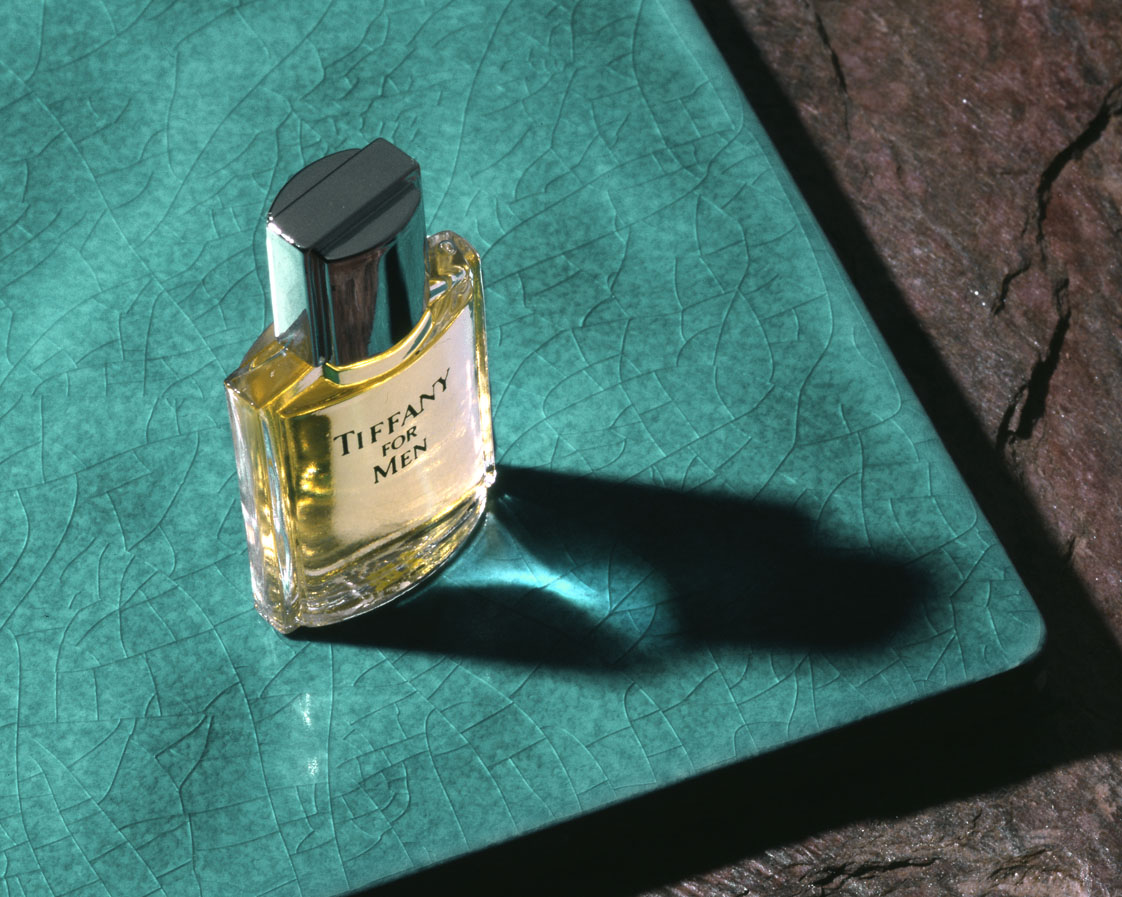
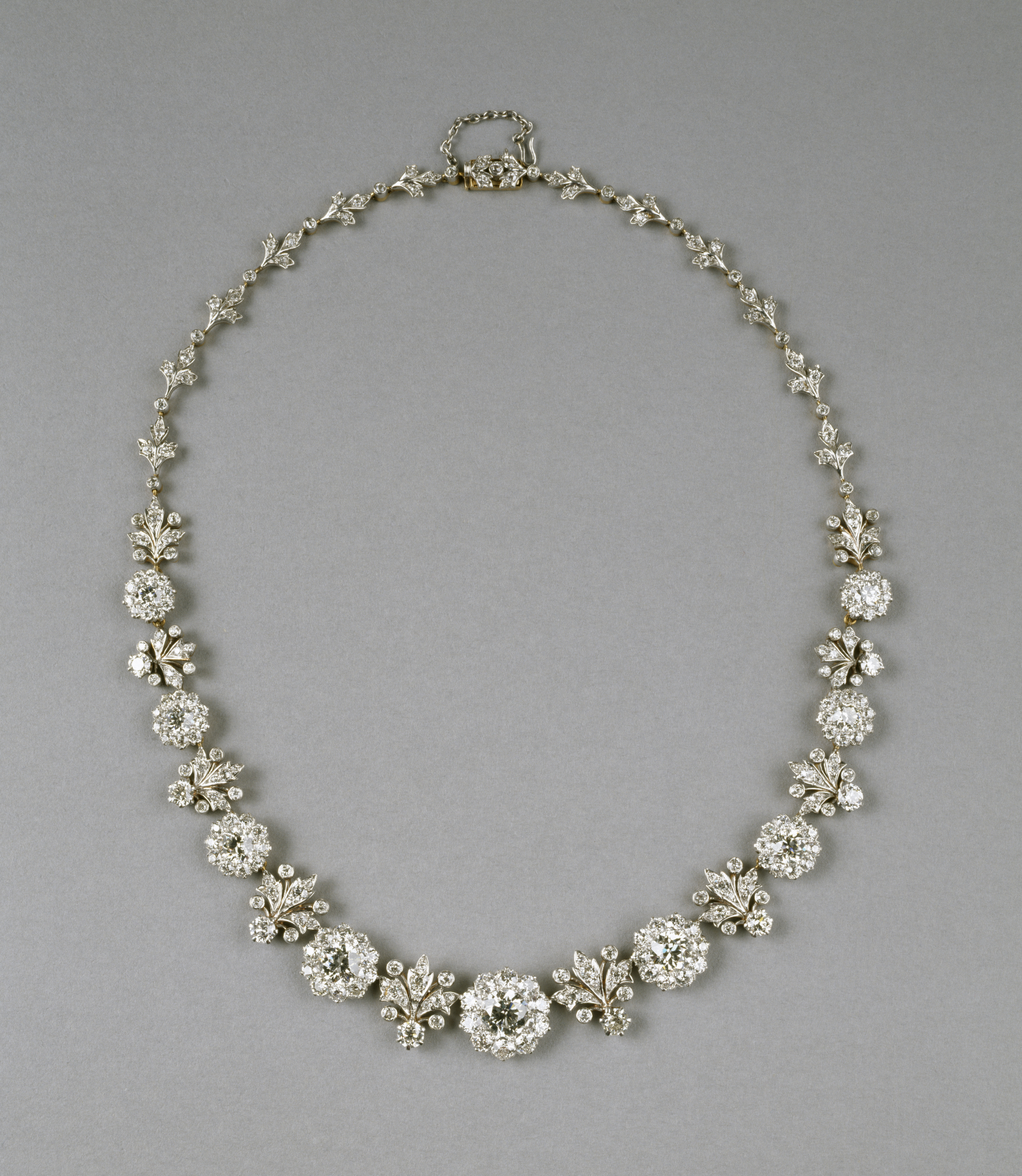
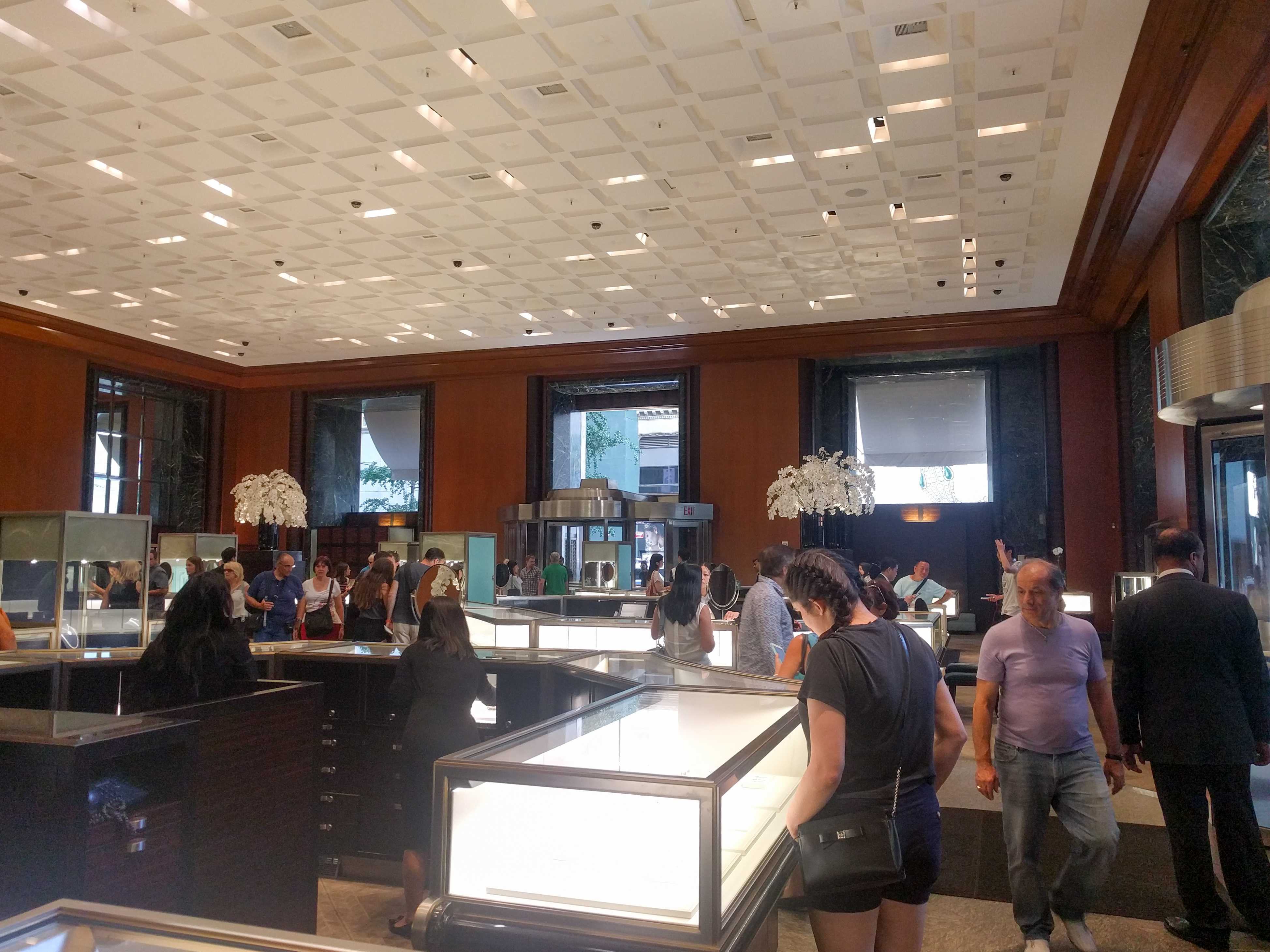